# Бахури
Бахури (пол. Bachury) — село в Польщі, у гміні Міхалово Білостоцького повіту Підляського воєводства.
Населення — 58 осіб (2011).
У 1975-1998 роках село належало до Білостоцького воєводства.

## Демографія
Демографічна структура станом на 31 березня 2011 року:
|          | Загалом | Допрацездатний вік | Працездатний вік | Постпрацездатний вік |
| -------- | ------- | ------------------ | ---------------- | -------------------- |
| Чоловіки | 31      | 3                  | 17               | 11                   |
| Жінки    | 27      | 1                  | 8                | 18                   |
| Разом    | 58      | 4                  | 25               | 29                   |